# OrfeoGPL
Orfeo/GPL es una herramienta de gestión documental de software libre amparada bajo la licencia GNU GPL,  altamente escalable, desarrollada bajo PHP que incorpora la idea de "fractalizar procesos" para facilitar la gestión de los documentos de cualquier empresa.
Orfeo es una aplicación web escrita en PHP, la cual se ejecuta sobre  Apache y que tiene soporte para los motores de bases de datos PostgreSQL, Oracle DB y Microsoft SQL Server, requiriendo por parte del cliente un navegador que cumpla los estándares de W3C como Firefox o Chrome, o cualquier otro navegador web.
Orfeo/GPL es originalmente un producto desarrollado en Colombia en la Superintendencia de Servicios PÚblicos Domiciliarios, que fue registrado en el año 2006 por sus creadores ante la Dirección Nacional de Registro de Autor con la Licencia GPL, por lo tanto cualquier bifurcación o nuevo desarrollo se mantendrá libre.

## Historia
OrfeoGPL fue conceptualizado en el año 2002 por Denis López, desarrollado por Jairo Hernán Losada, Liliana Gómez y Julián Rolon con la colaboración de otros ingenieros  poniendo una versión inicial del producto basada en apartes de código de 'DocuImage' (un software que permitía la visualización de documentos a través del navegador) en el que también trabajó Jairo Losada.
Tras los primeros desarrollos se buscó un nombre para la herramienta y en una votación entre algunos usuarios y desarrolladores, se escogió en 2003 la propuesta de Julián Rolón: Orfeo, pues a diferencia de otras propuestas como DOCFile, PAD (Plataforma de Administración Documental), etc, que buscaban acrónimos, simplemente en la explicación de Orfeo se indicó "Bardo griego que acompañó a Jasón en la búsqueda del vellocino de oro": esa diferencia marcó la suerte del nombre de la aplicación.

## Licencia
En el año 2006 los autores de la herramienta luego de revisar más de 12 licencias de software libre y de código abierto se decidieron por adoptar para el proyecto la Licencia GPL; ese mismo año lanzaron la comunidad OrfeoGPL, con la entusiasta colaboración de varios usuarios y la invitación a Richard Stallman para el evento, de esta forma se dio el inicio a la distribución de la herramienta en el sitio orfeoGPL.org, en donde ya participaron un número amplio de Ingenieros que aportarían con muchas nuevas funcionalidades.

## Traspasando Fronteras
Con el espíritu de Software Libre la comunidad ha divulgado la herramienta y permitido que esta ayude en la gestión de documentos y procesos en otras partes del mundo.
En Ecuador OrfeoGPL fue instalado en varias entidades con ayuda del gobierno Colombiano y la comunidad OrfeoGPL.org, y con base en esta experiencia se crea una rama que contiene algunos desarrollos específicos. De esta forma el gobierno del Ecuador pretende que todas las entidades del sector público usen el software con las adaptaciones para su medio. Este proyecto de gestión documental es conocido en Ecuador como QUIPUX.
En 2007 el gobierno ecuatoriano basó su DMS de Gobierno en Orfeo, y en 2008 la herramienta empezó a ser usada ampliamente en otras partes de América Latina
Las principales descargas de la herramienta provienen, en orden de visitas del año 2009, de: Colombia, Ecuador, España, México, Estados Unidos, Venezuela, Argentina, Perú, Chile.

## Características
OrfeoGPL es además de un Sistema de Gestión Documental Electrónico de Archivos - SGDEA, es una herramienta de gestión de procesos, que permite gestionar electrónicamente la producción, el trámite, el almacenamiento digital y la recuperación de documentos, evitando su manejo en papel, garantizando la seguridad de la información y la trazabilidad de cualquier proceso que se implemente mediante su funcionalidad.

### Funcionalidad
OrfeoGPL no es solo un Sistema de Gestión de Documentos, sino que además es un sistema de gestión de los procesos de la Empresa o Entidad.
OrfeoGPL permite además la incorporación de los procesos propios de las organizaciones optimizando su gestión y control y facilitando si se requiere la certificación de la calidad de los mismos.

### Algunas características
- Interfaz gráfica web amigable e intuitiva.
- Digitalización de documentos. Orfeo posee un módulo de digitalización que genera imágenes de los documentos físicos en formato PDF/A o los recomendados por la ISO 19005 (Compatible con sistemas operativos Linux y OSX).
- Radicación de documentos parametrizable (entrada, salida, resoluciones, memorandos etc).
- Gestión sobre el documento: Reasignar, Agendar, Modificar, Archivar, Incorporar en expedientes, Tipificar el documento (a partir de Tablas de Retención)
- Ágiles búsquedas de documentos y expedientes (por fechas, usuarios, tipos de documentos, etc.).
- Generación de expedientes virtuales siguiendo los lineamientos del Archivo General de la Nación y su parametrización para otros modelos.
- Generación de reportes de gestión.
- Recepción automática de documentos para radicación vía fax.
- Envíos, físicos con módulos para correos o couriers o vía fax/email
- Gestión de Archivos
- Flujos Documentales (WorkFlow)

### Características
- Búsqueda de texto en documentos PDF anexos.
- Radicación vía mail.
- Look and feel nuevo y optimizado.
- Optimización del menú de funciones.
- Longitud variable de dependencias (3, 4 o 5 dǵitos)
- Módulo de radicación de PQRs.
- Ventanilla Única incluida
- Incorporación de motor BPM
- Reducción de pasos al radicar.
- Tablas exportables a XLS y DOC
- Radicación masiva.
- Firmas electrónicas
- Estampados de fechas
- Cumplimiento de MOREQ

La evolución constante del sistema se debe a una vigorosa comunidad que es hoy respaldada por varias empresas de tecnología y consultoría que se articulan al rededor de la Fundación para la creación y promoción de conocimiento libre: CorreLibre La gran mayoría de estos cambios son realizados por los pioneros del sistema y las distribuciones a la comunidad se van entergando y registrando de manera continua en la DDA.

## Comunidades
En el año 2006 los autores de la herramienta crean el sitio www.orfeoGPL.org, donde solían encontraban las versiones de descarga de orfeo hasta la versión 3.8 además de listas de correo de soporte. El liderazgo del sitio lo asume La Fundación Correlibre quien promueve varios proyectos de software y hardware libre. También asume los costos financieros, hosting, administrativos, talleres  y de socialización.
.  Otros objetivos este portal son:
- Difusión y divulgación de la herramienta SGD Orfeo y sus programas asociados.
- Mantener una versión estable y libre del software.
- Brindar soporte gratuito a usuarios del software.
- Proveer medios de instalación, máquinas virtuales y manuales.
- Ser un centro de intercambio de conocimiento.

## Diferentes Versiones
La versión en manos de la comunidad OrfeoGPL y Correlibre actual es la 4.5  
OrfeoGPL publica todas las mejoras, bajo los términos de la licencia.
No ofusca, compila ni encripta contenido.
Es visualizable en http://orfeogpl.org/ata/ Archivado el 13 de enero de 2018 en Wayback Machine. y desde allí se puede ir a la wiki de descarga.
- Nueva apariencia (Look&Feel)
- Instalador y Configuración web
- Migración masiva de imágenes usando un archivo plano
- Radicación simplificada tipo correo electrónico
- Creación y consulta de expedientes y subexpedientes por nombre y no por código
- Disponibilidad de Webservices para radicación y consulta de documentos
- Mayor seguridad en la consulta de la información (restricción por dependencias y usuarios)
- Ciento de bugs corregidos
- Código super organizado (más de 300 archivos inútiles eliminados)
- Interfaz completamente nueva y optimizada con Bootstrap y metatablas.
- Radicación mail integrada
- Radicación masiva
- Radiación Express
- Expedientes
- Préstamos funcionales integrados con el módulo de Archivo
- Radicación con OCR (Optic Character Recognition) y búsqueda de textos completo (Full Text Search) en PDF Indexador tipo Google para todos sus documentos.
- Búsqueda de radicados por contenido de documentos anexos

## Nuevas Versiones: Para todas las organizaciones
Las nuevas versiones de OrfeoGPL se han enfocado en atender a organizaciones de diferente complejidad e incluyen nuevas tecnologÌas, todas de ellas basadas en Software Libre. 
Desde 2021 la Comunidad originaria del proyecto Orfeo, titula sus grandes cambios o distribuciones con nombres claves ligados con la mitología de Orfeo. Esto permite distinguirse de las versiones genéricas que se manejan por parte de otras comunidades, externas a la comunidad base del proyecto (ORFEOGPL).
La Comunidad Base es nucleadas al rededor de la Fundación CorreLibre, y está conformada por personas y organizaciones que apoyan y soportan el proyecto.
El cambio más reciente los introdujo la versión ARGO/OrfeoGPL,  que se lee como ARGO basado en OrfeoGPL que resolvió todos los problemas de seguridad que habían sido detectados antes de sus lanzamiento en 2021, y hoy se mantiene con actualizaciones anuales que incluyen nuevas mejoras y funcionalidades.